# Burg Laudegg
Die Burg Laudegg (auch Burg Laudeck) ist eine restaurierte Burgruine bei Ladis, einer Gemeinde im Bezirk Landeck des Bundeslandes Tirol. Die Burg steht unter Denkmalschutz (Listeneintrag).

## Lage
Die Felsenburg liegt am Fuß der Samnaungruppe und thront auf einem senkrechten Schieferfelsen hoch über dem Oberinntal.

## Geschichte
Der Wohnturm wurde im Frühmittelalter erbaut und 1239 erstmals urkundlich erwähnt. Bereits 1232 ist ein Ministerialengeschlecht von Laudeck urkundlich (Hoftag von Herzog Otto von Andechs in Innsbruck).
Die Burg war bis zum 17. Jahrhundert hin Verwaltungssitz des Oberen Gerichts (Gericht Laudeck) und verfiel allmählich, als der Verwaltungssitz nach Ried im Oberinntal übersiedelte.
1406 schlossen sich die Oberinntaler dem Appenzeller Bauernaufstand unter Itel Reding an. Ladis wurde niedergebrannt, die Burg und die als Vorwerk dienende Burg Steinegg (über dem Tullenfeld am Weg von der Pontlatzbrücke herauf) zerstört. In den Folgejahren wurde nur das Notwendigste repariert, erst unter Kaiser Maximilian I., der sich auch für den Oblader Sauerbrunn interessierte, wurde die Burg zwar wieder etwas ausgebaut, zugesagte Geldmittel aber nicht bewilligt.
Schon 1551 ist belegt, dass der Pfleger von Laudeck in Schloss Sigmundsried (erbaut ab 1471) residierte, und die Burg nur mehr als Lager oder Waffendepot genutzt wurde. Johann Freiherr von Spaur brachte die Pflegschaften Laudegg und Naudersberg für eine Pfandsumme von 25.000 Gulden an sich. Nach seinem Tode 1689 erbte es seine Tochter Maria Ursula, die mit Guidobald Graf von Welsperg, 1693 Pfandherr der Gerichte, verheiratet war.
Im 17. Jahrhundert wurden neuerliche Wiederherstellungen angegangen, der Bau blieb aber desolat und verfiel mit der Aufgabe der Pflegschaftsgerichte endgültig. 1940 erwarben der spätere Filmregisseur Harald Reinl und sein Bruder Kurt die Ruine je zur Hälfte für 1000 Reichsmark, und die Familie begann mit einer Restaurierung. 1964 verkauften sie die Burg für 46.000 D-Mark an den Musikwissenschaftler Willi Apel, der eine umfassende Restaurierung vornehmen ließ. Nach Apels Tod ging die Burg an die Familie von Moeller, die sie bis heute (Stand 2024) besitzt.

## Beschreibung

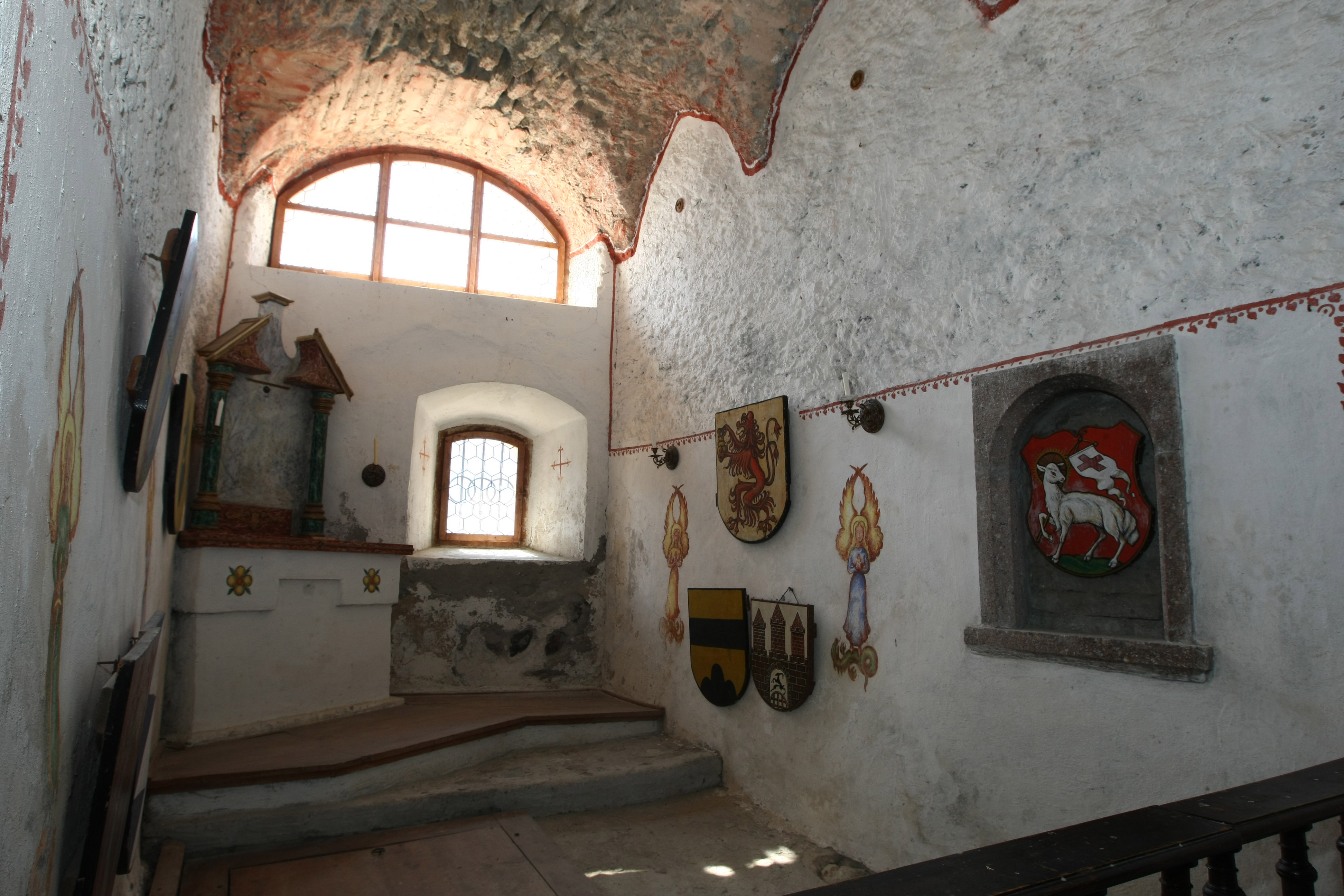
Burgkapelle

Laudegg ist eine einfache Anlage mit dem erhaltenen Wohnturm aus dem frühen 13. Jahrhundert im Zentrum, einem nordöstlich angebauten Wohnteil, Zwinger und Vorburg, die durch eine Ringmauer verbunden sind. Der ursprünglich freistehende, 21 m hohe, dreigeschoßige Wohnturm über rechteckigem Grundriss weist ein regelmäßig geschichtetes Mauerwerk, aus rötlichem Tuff gehauene Ecksteine und große romanische Fenster auf. Der Zinnenkranz wurde 1956 erneuert. Das Erdgeschoß ist durch eine Trennmauer mit Tonnengewölbe vom Anfang des 16. Jahrhunderts geteilt. In gestuften, durch Farbumrahmung betonten Nischen befinden sich Schlüsselscharten aus dem 16. Jahrhundert. Im ersten Obergeschoß befindet sich ein ursprünglich durchgehender Saal mit großteils erneuerten Biforien an den Langseiten.
Das an die nordöstliche Schmalfront des Wohnturmes angestellte Wohngebäude wurde im 13. Jahrhundert errichtet, verfiel ab dem 17. Jahrhundert und wurde 1967/69 unter Einbeziehung der südöstlichen Außenwand mit hohem Kaminmantel wiederaufgebaut. Ein Raum zum Wohnturm hin wurde Anfang des 16. Jahrhunderts zur Burgkapelle umgebaut. In die nördliche Zwingermauer ist ein turmartiger Wohnbau eingebunden, im Untergeschoß befindet sich ein außen tuffgerahmter spitzbogiger Nebenausgang aus dem 15. Jahrhundert, darüber vermauerte, durch rote Putzquaderung betonte Zinnen. Der Überbau stammt aus dem 16. Jahrhundert. Im Süden steht eine weite Vorburg mit quadratischem Torbau aus dem 15./16. Jahrhundert.